# 大分大学教育学部附属中学校
大分大学教育学部附属中学校（おおいただいがくきょういくがくぶふぞくちゅうがっこう, Oita Junior High School Attached to Faculty of Education, Oita University）は、大分県大分市王子新町1番1号
にある、大分大学 教育学部（北緯33度10分32.5秒 東経131度36分47.1秒 / 北緯33.175694度 東経131.613083度）附属の国立中学校。
2016年（平成28年）4月の学部改称により、1999年（平成11年）以来17年ぶりに「大分大学教育学部附属中学校」の名称に戻った。

## 概要
歴史
1949年（昭和24年）に開校した「大分師範学校附属中学校」を前身とする。2019年（令和元年）に創立70周年を迎えた。
校訓
「高い学力・深い愛の心・堪え忍ぶ力」
校章
桜の花の絵を背景に、校名の「附中」の文字（縦書き）を置く。
校歌
タイトルは「青垣の山」。作詞は筒井清彦、作曲は後藤初男による。2名とも創立当初在職していた教諭。5番まであり、歌詞に校名は登場しない。
校公認キャッチフレーズ
この学校は勉強ができる。だけじゃない。

## 沿革
- 1949年（昭和24年）
  - 4月 - 「大分師範学校附属中学校」が現在地[1]に設立。
  - 5月 - 新制大学 大分大学の発足に伴い、 「大分大学大分師範学校附属中学校」に改称。
- 1951年（昭和26年）4月 - 大分師範学校の廃止により、「大分大学学芸学部附属中学校」に改称。
- 1954年（昭和29年）3月 - 新校舎（1）が完成。
- 1955年（昭和30年）8月 - 新校舎に設けられた図書館で放火事件が発生。当時は全国ニュースで報道され、この事件がきっかけで警備員が現在に至るまで配備されるようになった。
- 1958年（昭和33年）
  - 4月 - 新校舎（2）が完成。
  - 9月  プールが完成。
- 1961年（昭和36年）11月 - 仏崎電車事故で附属中学校生徒3名が死亡。合同慰霊祭を執り行う。
- 1964年（昭和39年）10月 - 東京オリンピック開催に伴い、開会式を全校生徒で見る集会が開催される。
- 1965年（昭和40年）4月 - 体育館が完成。
- 1966年（昭和41年）4月 - 学部改称に伴い、「大分大学教育学部附属中学校」に改称。
- 1967年（昭和42年）4月 - 鉄筋新校舎が完成。
- 1971年（昭和46年）11月 - 鉄筋新築校舎が完成。
- 1972年（昭和47年）10月 - 運動場が完成。
- 1981年（昭和56年）4月 - 教育実習棟が完成。
- 1985年（昭和60年）9月 - 日本航空123便墜落事故で当時保健担当の教員が死亡。小中学校合同で慰霊の集いを行う。
- 1986年（昭和61年）4月 - 購買部室を整備。
- 1988年（昭和63年）3月 - コンピュータ教室を新設。
- 1991年（平成3年）5月 - 武道場が完成。
- 1996年（平成8年）9月 - ジョンポールカレッジ（ニュージーランド）と姉妹校協定を締結。
- 1999年（平成11年）4月 - 学部名称に伴い、「大分大学教育福祉科学部附属中学校」に改称。
- 1999年（平成11年）11月 - 創立50周年式典が行われる。
- 2002年（平成14年）3月 - 新校舎E棟（4階建て）が完成。
- 2005年（平成17年）8月 - ニュージーランドホームステイを開始。
- 2015年（平成27年）7月 -ディベート甲子園九州大会優勝。
- 2016年（平成28年）4月1日 - 学部改称に伴い、「大分大学教育学部附属中学校」（現校名）に改称。

## 部活動
運動部
- 軟式野球部
- ソフトテニス部（男子・女子）
- バスケットボール部（男子）
- バレーボール部（男子・女子）
- 卓球部（男子・女子）

文化部
- 茶道部
- 美術部
- 合唱部

同好会
- ディベート同好会(部)　ディベート同好会は、2015年に、九州大会優勝を果たした。2016年は、全国大会出場権も獲得した。2017・2018年には九州大会準優勝、全国大会にて予選突破を成し遂げた。 ※なお令和7年度からは新入部員の入部を停止するため、令和9年に廃部予定。

## 不祥事
- 君が代校内放送 2023年5月29日に当時中学三年と中学一年の広報委員生徒が君が代を昼食時に放送した。放送室に行った教員の指導はいささか度が過ぎており、3人いた広報委員のうち1人が体調不良を理由に早退した。当該教員はその年に離任しておりこの事件との関係性は無いと学校側は説明している。 当時は全国ニュースで報道され学校側への非難が相次いだが、学校側は「本件は既に解決済みであり、説明の必要は無い。」としている。

## 著名な出身者
- 中島拓（ジェイリース創業者・CEO）
- 宮崎美子（女優）
- 辛島文雄（ジャズピアニスト）
- 牧達弥（ミュージシャン・go!go!vanillas）
- 長谷川プリティ敬祐（ミュージシャン・go!go!vanillas）
- 和田弥月 （NHKアナウンサー）

## 交通アクセス
最寄りの鉄道駅
- JR九州 日豊本線 「大分駅」・「西大分駅」

上記2駅のほぼ中間に位置している。
最寄りのバス停
- 「大分市営グランド前」バス停
  - 大分バス - 大分駅前より、「県立図書館（田室町）」行きのバスに乗車。
  - 大分交通 - 大分駅前より、「青葉台（田室町）」行きのバスに乗車。

最寄りの道路
- 国道10号

## 周辺
- 大分大学教育学部附属幼稚園
- 大分大学教育学部附属小学校
- 大分大学教育学部附属特別支援学校
- 大分市立王子中学校
- 大分県立大分西高等学校
- 大分県立図書館
- 大分市総合運動公園